# 2001年義大利大選

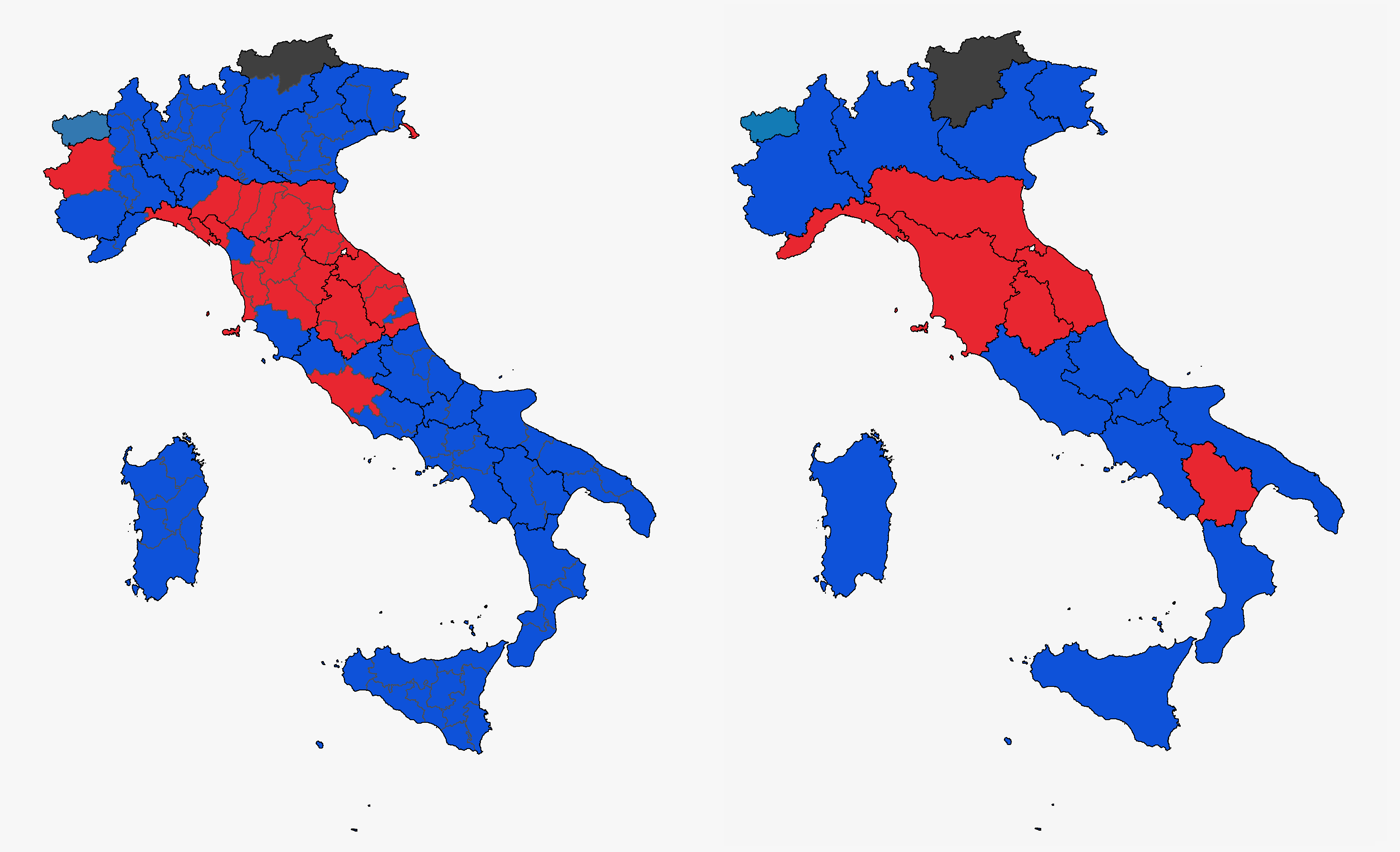
各選區選舉結果

2001年義大利大選在2001年5月13日舉行，選出義大利共和國第14屆議會成員。西爾維奧·貝魯斯柯尼領導的中右派政黨聯盟自由之家在這次選舉獲得勝利。